# قط الببر الجنوبي
قط الببر الجنوبي أو التيغرينا الجنوبي (الاسم العلمي: Leopardus guttulus)، هو نوع صغير من السنوريات يتبع جنس القط النمري موئله الأصلي: البرازيل والأرجنتين والباراغواي.